# Національна безпека Німеччини
Проблеми безпеки в Німеччині охоплюють основні загрози національній та міжнародній безпеці Німеччини .

## Зовнішні загрози
За словами колишнього міністра оборони Німеччини Петера Штрука, Німеччина не стикається з конвенціональною загрозою своїй території. За його власними словами, «На даний момент, а також у найближчому майбутньому, конвенціональна загроза для території Німеччини не визначена.»

## Внутрішні загрози
Наприкінці 2004 року ,Федеральна служба захисту конституції Німеччини виявила 28 ісламських організацій, які діють у Німеччині та становлять загрозу безпеці або сприяють екстремізму.. Члени та прихильники цих організацій становлять приблизно 32,150 осіб із загальної чисельності мусульманського населення близько 1,5 мільйона. Турецька організація «Ісламське товариство Міллі Гьоруш» має найбільшу кількість прихильників — 26,500. Проте лише невелике ядро фанатиків вважається здатним до тероризму. Основними цілями, як вважається, є американські, британські, ізраїльські та єврейські об'єкти, хоча й об'єкти інших країн також знаходяться під загрозою. Потенційними цілями можуть бути посольства, консульства, атомні електростанції, дамби, аеропорти, очисні станції, метро, хмарочоси, спортивні стадіони та церкви, за словами колишнього міністра внутрішніх справ. Факт, що Німеччина відмовилася брати участь в вторгненні в Ірак у 2003 році, може дещо знизити ризик тероризму з боку екстремістських ісламських груп. [джерело?] Однак німецька влада не заспокоюється. Німеччина також стикається з внутрішньою загрозою з боку правих та лівих екстремістів. Наприкінці 2004 року, за даними Федерального відомства із захисту конституції, існувало 182 правоекстремістські організації, які налічували 38 600 членів. Неонацистів було близько 3,800 осіб.[джерело?] За оцінками, жорстке ядро правих екстремістів, здатних до насильства, становить близько 10 000 осіб. З праворадикальними поглядами пов'язані три політичні партії: Республіканці, Німецький народний союз і Національно-демократична партія Німеччини. Німецький народний союз має шість місць у парламенті землі Бранденбург та одне місце у парламенті Бремена. [джерело?]Наприкінці 2006 року крайні ліві, які мають революційні марксистські та анархістські фракції, налічували близько 30 700 прихильників. Лише близько 1,000 з 65,800 членів Партії демократичного соціалізму підтримують комуністичну платформу. [джерело?]Приблизно 6,000 ліворадикальних екстремістів вважаються здатними до насильства..

## Тероризм
Після терористичної атаки "Аль-Каїди " проти Сполучених Штатів 11 вересня 2001 року німці були здивовані, дізнавшись, що організатор удару та кілька спільників раніше жили в Гамбурзі . Відтоді Німеччина є надійним партнером у війні з тероризмом під проводом Сполучених Штатів, повідомляє Державний департамент США. Німецькі суди мають дуже високий рівень доказів, що ускладнює владі засудження або депортацію підозрюваних у тероризмі. У лютому 2003 року суд Гамбурга визнав Муніра ель Мотасадека винним у пособництві та підбурюванні до змови та засудив його до максимального терміну ув'язнення у 15 років. Однак у березні 2004 року Верховний суд Німеччини скасував цей обвинувальний вирок, який став першим у світі щодо інциденту 11 вересня, через відсутність доказів і направив справу на повторний розгляд. Зрештою, у серпні 2005 року суд Гамбурга повторно засудив Ель Мотасадека та засудив його до семи років ув'язнення. В іншому випадку знадобилися роки процедурних маневрів, перш ніж судова система Німеччини нарешті змогла в жовтні 2004 року депортувати ісламського екстреміста, так званого " каліфа Кельна ", до Туреччини. В іншому випадку в липні 2005 року сирійсько-німецький підозрюваний у тероризмі був звільнений з-під варти після того, як Верховний суд Німеччини постановив, що він не може бути екстрадований до Іспанії за ордером на арешт Європейського Союзу, оскільки цей крок порушував би Основний закон Німеччини .
У серпні 2006 року уряд Німеччини розкрив невдалу спробу підірвати два німецькі поїзди. Напад мав відбутися в липні 2006 року, і в ньому був задіяний 21-річний ліванець, ідентифікований лише як Юссеф Мохаммед Е. Х. Прокуратура повідомила, що Юссеф та ще один чоловік залишили валізи, наповнені необробленими пропан-газовими бомбами, у потягах. За словами федерального прокурора Німеччини, вибухівка не спрацювала через «технічний дефект». Якби це було, за словами поліції, загинула б «велика кількість» пасажирів. Прокуратура заявила, що, ймовірно, потенційні терористи діяли не поодинці, а їх мотивував гнів через війну в Лівані, в якій уряд Німеччини погодився відігравати обмежену миротворчу роль. Прокурори також заявили, що військова розвідка Лівану надала німецькій владі «вирішальну» інформацію, яка призвела до арешту Юсефа. 